# تيبور جازداج
تيبور جازداج (بالمجرية: Gazdag Tibor)‏ مواليد 7 أغسطس 1991 في دبرتسن، هو لاعب كرة يد مجري يلعب كجناح أيسر. مثل منتخب المجر لكرة اليد.

## سجل المنافسة
شارك في البطولات التالية:
- بطولة أوروبا لكرة اليد للرجال 2016